# 국제 선형 충돌기
국제 선형 충돌기(International Linear Collider, 줄여서 ILC)는 초고에너지의 전자·양전자 충돌 실험을 위해 국제 협력에 의해서 설계 및 개발이 추진되고 있는 선형 입자 가속기이다. 약 500GeV의 충돌 에너지에 도달하는 것을 기본 목표로 하고 있으며 향후 1000GeV(1TeV)까지도 계획하고 있다. 아직 건설 위치가 정해지지 않았다.
원형 가속기인 LHC는 상대적으로 입자를 효과적으로 가속하여 높은 에너지를 얻기 용이하지만 굽은 궤적을 지나는 전하를 갖는 입자는 싱크로트론 방사 전자기장을 방출하게 되는 단점이 있다. 따라서 전자와 같은 가벼운 입자를 가속시키는 데에는 적절치 않으므로 주로 양성자와 같은 무거운 입자를 가속시키는 데에 사용된다. 그러나 선형가속기는 충돌 실험의 해석에서 배경 효과의 제외가 용이하여 상대적으로 정밀한 측정이 가능하고 전자 충돌 실험에 쓸 수 있다. ILC의 한 가지 목표는 LHC에서 발견되는 새로운 입자에 대한 보다 정밀한 성질의 탐구이다.